# Arina Szjarhejevna Szabalenka
Arina Szjarhejevna Szabalenka (belaruszul: Арына Сяргееўна Сабаленка, (Minszk, 1998. május 5. –) egyesben háromszoros, párosban kétszeres Grand Slam-tornagyőztes, egyéniben és párosban is világelső fehérorosz hivatásos teniszezőnő.
Egyéniben 20 WTA-, egy WTA 125K- és öt ITF-torna győztese, párosban hat WTA-, egy WTA125K- és egy ITF-tornán végzett az első helyen. Legjobb egyéni világranglista-helyezése az 1. hely, amelyre 2023. szeptember 11-én ért el, párosban 2021. február 22-én került a világranglista élére és 2021. április 4-ig hat héten keresztül állt ott.
A legjobb Grand Slam-eredménye egyéniben a 2023-as és a 2024-es Australian Openen, valamint a 2024-es US Openen elért győzelem. Párosban Elise Mertens párjaként megnyerte a 2019-es US Opent és a 2021-es Australian Opent. Egyéniben 2022-ben bejutott a WTA Finals döntőjébe.
2016 óta szerepel Fehéroroszország Fed-kupa-válogatottjában. Tagja volt a 2017-ben döntőt játszó csapatnak.

## Grand Slam döntői

### Egyéni

#### Győzelmek (3)
| Év   | Bajnokság       | Borítás | Ellenfél        | Eredmény      |
| ---- | --------------- | ------- | --------------- | ------------- |
| 2023 | Australian Open | Kemény  | Jelena Ribakina | 4–6, 6–3, 6–4 |
| 2024 | Australian Open | Kemény  | Cseng Csin-ven  | 6-3, 6-2      |
| 2024 | US Open         | Kemény  | Jessica Pegula  | 7-5, 7-5      |

#### Elveszített döntői (3)
| Év   | Bajnokság       | Borítás | Ellenfél     | Eredmény         |
| ---- | --------------- | ------- | ------------ | ---------------- |
| 2023 | US Open         | Kemény  | Cori Gauff   | 6–2, 3–6, 2–6    |
| 2025 | Australian Open | Kemény  | Madison Keys | 3–6, 6–2, 5–7    |
| 2025 | Roland Garros   | Salak   | Cori Gauff   | 7–6(5), 2–6, 4–6 |

### Páros

#### Győzelmek (2)
| Év   | Bajnokság       | Borítás | Partner       | Ellenfél                              | Eredmény |
| ---- | --------------- | ------- | ------------- | ------------------------------------- | -------- |
| 2019 | US Open         | Kemény  | Elise Mertens | Viktorija Azaranka Ashleigh Barty     | 7–5, 7–5 |
| 2021 | Australian Open | Kemény  | Elise Mertens | Barbora Krejčíková Kateřina Siniaková | 6–2, 6–3 |

## WTA döntői

### Egyéni
| Összesítés            |                              |
| Grand Slam-torna (3)  |                              |
| Premier Mandatory (0) | WTA 1000 (kötelező)* (5)     |
| Premier Five (3)      | WTA 1000 (nem kötelező)* (1) |
| Premier (2)           | WTA 500* (3)                 |
| International (2)     | WTA 250* (0)                 |
| WTA Finals (0)        |                              |
| WTA Elite Trophy (1)  |                              |
| Olimpia (0)           |                              |

*2021-től megváltozott a tornák kategóriáinak elnevezése.

#### Győzelmei (20)
|     | Dátum                | Torna                                                  | Borítás    | Ellenfél a döntőben    | Eredmény a döntőben | Eredmény a döntőben |
| 1.  | 2018. augusztus 25.  | Connecticut Open, New Haven, Amerikai Egyesült Államok | Kemény     | Carla Suárez Navarro   | 6–1, 6–4            |                     |
| 2.  | 2018. szeptember 29. | Wuhan Open, Vuhan, Kína                                | Kemény     | Anett Kontaveit        | 6–3, 6–3            |                     |
| 3.  | 2019. január 5.      | Shenzhen Open, Sencsen, Kína                           | Kemény     | Alison Riske           | 4-6 7-6(2) 6-3      |                     |
| 4.  | 2019. szeptember 28. | Wuhan Open, Vuhan, Kína                                | Kemény     | Alison Riske           | 6–3, 3–6, 6–1       |                     |
| 5.  | 2019. október 27.    | WTA Elite Trophy, Csuhaj, Kína                         | Kemény (f) | Kiki Bertens           | 6–4, 6–2            |                     |
| 6.  | 2020. február 29.    | Qatar Total Open, Doha, Katar                          | Kemény     | Petra Kvitová          | 6–3, 6–3            |                     |
| 7.  | 2020. október 25.    | Ostrava Open, Ostrava, Csehország                      | Kemény (f) | Viktorija Azaranka     | 6–2, 6–2            |                     |
| 8.  | 2020. november 15.   | Generali Ladies Linz, Linz, Ausztria                   | Kemény (f) | Elise Mertens          | 7–5, 6–2            |                     |
| 9.  | 2021. január 13.     | Abu Dhabi Open, Abu-Dzabi, Egyesült Arab Emírségek     | Kemény     | Veronyika Kugyermetova | 6–2, 6–2            |                     |
| 10. | 2021. május 8.       | Mutua Madrid Open, Madrid, Spanyolország               | Salak      | Ashleigh Barty         | 6–0, 3–6, 6–4       |                     |
| 11. | 2023. január 7.      | Adelaide International, Adelaide, Ausztrália           | Kemény     | Linda Nosková          | 6–3, 7–6(4)         |                     |
| 12. | 2023. január 28.     | Australian Open, Melbourne, Ausztrália                 | Kemény     | Jelena Ribakina        | 4–6, 6–3, 6–4       |                     |
| 13. | 2023. május 7.       | Madrid Open, Madrid, Spanyolország                     | Salak      | Iga Świątek            | 6–3, 3–6, 6–3       |                     |
| 14. | 2024. január 27.     | Australian Open, Melbourne, Ausztrália                 | Kemény     | Cseng Csin-ven         | 6-3, 6-2            |                     |
| 15. | 2024. augusztus 19.  | Cincinnati Open, Cincinnati, Amerikai Egyesült Államok | Kemény     | Jessica Pegula         | 6-3, 7-5            |                     |
| 16. | 2024. szeptember 7.  | US Open, New York, Amerikai Egyesült Államok           | Kemény     | Jessica Pegula         | 7-5, 7-5            |                     |
| 17. | 2024. október 13.    | Wuhan Open, Vuhan, Kína                                | Kemény     | Cseng Csin-ven         | 6–3, 5–7, 6–3       |                     |
| 18. | 2025. január 4.      | Brisbane International, Brisbane, Ausztrália           | Kemény     | Polina Kugyermetova    | 4–6, 6–3, 6–2       |                     |
| 19. | 2025. március 29.    | Miami Open, Miami, Egyesült Államok                    | Kemény     | Jessica Pegula         | 7–5, 6–2            |                     |
| 20. | 2025. május 4.       | Madrid Open, Madrid, Spanyolország                     | Salak      | Cori Gauff             | 6–3, 7–6(3)         |                     |

#### Elveszített döntői (18)
|     | Dátum                | Torna                                                      | Borítás    | Ellenfél a döntőben       | Eredmény a döntőben | Eredmény a döntőben |
| 1.  | 2017. október 15.    | Tianjin Open, Tiencsin, Kína                               | Kemény     | Marija Sarapova           | 5–7, 6–7(8)         |                     |
| 2.  | 2018. április 15.    | Ladies Open Lugano, Lugano, Svájc                          | Salak      | Elise Mertens             | 5–7, 2–6            |                     |
| 3.  | 2018. június 30.     | Eastbourne International, Eastbourne, Egyesült Királyság   | Fű         | Caroline Wozniacki        | 5–7, 6–7(5)         |                     |
| 4.  | 2019. augusztus 4.   | Silicon Valley Classic, San José, Egyesült Államok         | Kemény     | Cseng Szaj-szaj           | 3–6, 6–7(3)         |                     |
| 5.  | 2021. április 25.    | Porsche Tennis Grand Prix, Stuttgart, Németország          | Salak (f)  | Ashleigh Barty            | 6–3, 0–6, 3–6       |                     |
| 6.  | 2021. április 24.    | Stuttgart Grand Prix, Stuttgart, Németország               | Salak (f)  | Iga Świątek               | 2–6, 2–6            |                     |
| 7.  | 2022. június 12.     | Rosmalen Open, ’s-Hertogenbosch, Hollandia                 | Fű         | Jekatyerina Alekszandrova | 5–7, 0–6            |                     |
| 8.  | 2022. november 7.    | 2022-es WTA Finals, Fort Worth, Egyesült Államok           | Kemény (f) | Caroline Garcia           | 6–7(4), 4–6         |                     |
| 9.  | 2023. március 19.    | Indian Wells Open, Indian Wells, Egyesült Államok          | Kemény     | Jelena Ribakina           | 6–7(11), 4–6        |                     |
| 10. | 2023. április 23.    | Stuttgart Open, Stuttgart, Németország                     | Salak (f)  | Iga Świątek               | 3–6, 4–6            |                     |
| 11. | 2023. szeptember 10. | US Open, New York, Egyesült Államok                        | Kemény     | Cori Gauff                | 6–2, 3–6, 2–6       |                     |
| 12. | 2024. január 7.      | Brisbane International, Brisbane, Ausztrália               | Kemény     | Jelena Ribakina           | 0–6, 3–6            |                     |
| 13. | 2024. május 5.       | Madrid Open, Madrid, Spanyolország                         | Salak      | Iga Świątek               | 5–7, 6–4, 6–7(7)    |                     |
| 14. | 2024. május 19.      | Italian Open, Róma, Olaszország                            | Salak      | Iga Świątek               | 2–6, 3–6            |                     |
| 15. | 2025. január 25.     | Australian Open, Melbourne, Ausztrália                     | Kemény     | Madison Keys              | 3–6, 6–2, 5–7       |                     |
| 16. | 2025. március 16.    | Indian Wells Open, Indian Wells, Amerikai Egyesült Államok | Kemény     | Mirra Andrejeva           | 6–2, 4–6, 3–6       |                     |
| 17. | 2025. április 20.    | Stuttgart Open, Stuttgart, Németország                     | Salak (f)  | Jeļena Ostapenko          | 4–6, 1–6            |                     |
| 18. | 2025. június 7.      | Roland Garros, Párizs, Franciaország                       | Salak      | Cori Gauff                | 7–6(5), 2–6, 4–6    |                     |

### Páros
| Összesítés            |                               |
| Grand Slam-torna (2)  |                               |
| Premier Mandatory (2) | WTA 1000 (mandatory)* (0)     |
| Premier Five (0)      | WTA 1000 (non-mandatory)* (0) |
| Premier (1)           | WTA 500* (1)                  |
| International (0)     | WTA 250* (0)                  |
| WTA Finals (0)        |                               |
| WTA Elite Trophy (0)  |                               |
| Olimpia (0)           |                               |

*2021-től megváltozott a tornák kategóriáinak elnevezése.

#### Győzelmei (6)
|    | Dátum               | Torna                                            | Borítás    | Partner            | Ellenfelek a döntőben                 | Eredmény a döntőben | Eredmény a döntőben |
| 1. | 2019. március 16.   | BNP Paribas Open, Indian Wells, Egyesült Államok | Kemény     | Elise Mertens      | Barbora Krejčíková Kateřina Siniaková | 6–3, 6–2            |                     |
| 2. | 2019. március 31.   | Miami Open, Miami, Egyesült Államok              | Kemény     | Elise Mertens      | Samantha Stosur Csang Suaj            | 7–6(5), 6–2         |                     |
| 3. | 2019. szeptember 8. | US Open, New York, Egyesült Államok              | Kemény     | Elise Mertens      | Viktorija Azaranka Ashleigh Barty     | 7–5, 7–5            | részletek           |
| 4. | 2020. október 25.   | Ostrava Open, Ostrava, Csehország                | Kemény (f) | Elise Mertens      | Gabriela Dabrowski Luisa Stefani      | 6–1, 6–3            |                     |
| 5. | 2021. február 19.   | Australian Open, Melbourne, Ausztrália           | Kemény     | Elise Mertens      | Barbora Krejčíková Kateřina Siniaková | 6–2, 6–3            | részletek           |
| 6. | 2021. június 20.    | German Open, Berlin, Németország                 | Fű         | Viktorija Azaranka | Nicole Melichar Demi Schuurs          | 4–6, 7–5, [10–4]    |                     |

#### Elveszített döntői (2)
|    | Dátum                | Torna                             | Borítás | Partner       | Ellenfelek a döntőben                 | Eredmény a döntőben | Eredmény a döntőben |
| 1. | 2018. április 15.    | Ladies Open Lugano, Lugano, Svájc | Salak   | Vera Lapko    | Kirsten Flipkens Elise Mertens        | 1–6, 3–6            |                     |
| 2. | 2019. szeptember 28. | Wuhan Open, Vuhan, Kína           | Salak   | Elise Mertens | Tuan Jing-jing Veronyika Kugyermetova | 6–7(3), 2–6         |                     |

## WTA 125K döntői

### Egyéni

#### Győzelmei (1)
|    | Dátum              | Torna                      | Borítás | Ellenfél a döntőben | Eredmény a döntőben | Eredmény a döntőben |
| 1. | 2017. november 26. | Mumbai Open, Mumbai, India | Kemény  | Dalila Jakupović    | 6–2, 6–3            |                     |

### Páros

#### Győzelmei (1)
|    | Dátum              | Torna                       | Borítás     | Partner                | Ellenfelek a döntőben         | Eredmény a döntőben | Eredmény a döntőben |
| 1. | 2017. november 19. | Taipei Open, Tajpej, Tajvan | Szőnyeg (f) | Veronyika Kugyermetova | Monique Adamczak Naomi Broady | 2–6, 7–6(5), [10–6] |                     |

## ITF döntői

### Egyéni: 8 (5−3)
| Díjazás               |
| --------------------- |
| $100,000 torna        |
| $75,000 torna         |
| $50,000/$60,000 torna |
| $25,000 torna         |
| $15,000 torna         |
| $10,000 torna         |

| Eredmény | Dátum                | Torna                | Borítás     | Ellenfél                  | Eredmény         |
| -------- | -------------------- | -------------------- | ----------- | ------------------------- | ---------------- |
| Győztes  | 2015. szeptember 28. | Antalya, Törökország | Kemény      | Daiana Negreanu           | 6–3, 7–5         |
| Győztes  | 2015. október 5.     | Antalya, Törökország | Kemény      | Nicoleta Dascălu          | 6–4, 6–7(4), 7–5 |
| Döntős   | 2015. december 14.   | Navi Mumbai, India   | Kemény      | Barbara Haas              | 6–7(2), 6–7(6)   |
| Győztes  | 2015. december 21.   | Púna, India          | Kemény      | Viktorija Kamenszkaja     | 6–3, 6–4         |
| Döntős   | 2016. február 21.    | Perth, Ausztrália    | Kemény      | Arina Rodionova           | 1–6, 1–6         |
| Győztes  | 2016. május 29.      | Tiencsin, Kína       | Kemény      | Nina Stojanović           | 5–7, 6–3, 6–1    |
| Győztes  | 2016. november 20.   | Toyota, Japán        | Szőnyeg (f) | Lizette Cabrera           | 6–2, 6–4         |
| Döntős   | 2017. március 19.    | Sencsen, Kína        | Kemény      | Jekatyerina Alekszandrova | 2–6, 5–7         |

### Páros: 2 (1−1)
| $100,000 torna |
| $75,000 torna  |
| $50,000 torna  |
| $25,000 torna  |
| $15,000 torna  |
| $10,000 torna  |

| Eredmény | Dátum             | Torna                | Borítás | Partner          | Ellenfelek                   | Eredmény         |
| -------- | ----------------- | -------------------- | ------- | ---------------- | ---------------------------- | ---------------- |
| Döntős   | 2015. április 13. | Iráklio, Görögország | Kemény  | Tamara Čurović   | Sharrmadaa Baluu Lee Pei-chi | 6–4, 3–6, [2–10] |
| Győztes  | 2015. október 3.  | Antalya, Törökország | Kemény  | Vivien Juhászová | Ayla Aksu Anita Husarić      | 6–1, 6–3         |

## Eredményei Grand Slam-tornákon

### Egyéniben
| Grand Slam | Australian Open | Australian Open  | Roland Garros  | Roland Garros    | Wimbledon | Wimbledon            | US Open        | US Open           |
| Év         | Eredmény        | Utolsó ellenfél  | Eredmény       | Utolsó ellenfél  | Eredmény  | Utolsó ellenfél      | Eredmény       | Utolsó ellenfél   |
| 2016       | −               | −                | −              | −                | −         | −                    | Selejtező (Q2) | Selejtező (Q2)    |
| 2017       | Selejtező (Q2)  | Selejtező (Q2)   | Selejtező (Q1) | Selejtező (Q1)   | 2. kör    | Carina Witthöft      | Selejtező (Q1) | Selejtező (Q1)    |
| 2018       | 1. kör          | Ashleigh Barty   | 1. kör         | Kiki Bertens     | 1. kör    | Mihaela Buzărnescu   | 4. kör         | Ószaka Naomi      |
| 2019       | 3. kör          | Amanda Anisimova | 2. kör         | Amanda Anisimova | 1. kör    | Magdaléna Rybáriková | 2. kör         | Julija Putyinceva |
| 2020       | 1. kör          | C Suárez Navarro | 3. kör         | Unsz Dzsábir     | elmaradt  | elmaradt             | 2. kör         | V Azaranka        |
| 2021       | 4. kör          | Serena Williams  | 3. kör         | A Pavljucsenkova | Elődöntő  | Karolína Plíšková    | Elődöntő       | Leylah Fernandez  |
| 2022       | 4. kör          | Kaia Kanepi      | 3. kör         | Camila Giorgi    | kizárva   | kizárva              | Elődöntő       | Iga Świątek       |
| 2023       | Győztes         | Jelena Ribakina  | Elődöntő       | Karolína Muchová | Elődöntő  | Unsz Dzsábir         | Döntő          | Cori Gauff        |
| 2024       | Győztes         | Cseng Csin-ven   | Negyeddöntő    | Mirra Andrejeva  | –         | –                    | Győztes        | Jessica Pegula    |
| 2025       | Döntő           | Madison Keys     | Döntő          | Cori Gauff       | Elődöntő  | Amanda Anisimova     |                |                   |

### Párosban
| Grand Slam | Australian Open           | Australian Open                       | Roland Garros          | Roland Garros                   | Wimbledon                 | Wimbledon                     | US Open                   | US Open                           |
| Év         | Eredmény Partner          | Utolsó ellenfél                       | Eredmény Partner       | Utolsó ellenfél                 | Eredmény Partner          | Utolsó ellenfél               | Eredmény Partner          | Utolsó ellenfél                   |
| 2016       | –                         | –                                     | –                      | –                               | –                         | –                             | –                         | –                                 |
| 2017       | –                         | –                                     | –                      | –                               | –                         | –                             | –                         | –                                 |
| 2018       | –                         | –                                     | –                      | –                               | 2. kör V Kugyermetova     | Lucie Hradecká Hszie Su-vej   | 3. kör Hszie Su-vej       | Elise Mertens Demi Schuurs        |
| 2019       | 3. kör Elise Mertens      | Barbora Krejčíková Kateřina Siniaková | Elődöntő Elise Mertens | Babos Tímea Kristina Mladenovic | Negyeddöntő Elise Mertens | Hszie Su-vej Barbora Strýcová | Győztes Elise Mertens     | Viktorija Azaranka Ashleigh Barty |
| 2020       | Negyeddöntő Elise Mertens | Csan Hao-csing Latisha Chan           | 2. kör Elise Mertens   | Asia Muhammad Jessica Pegula    | elmaradt                  | elmaradt                      | Negyeddöntő Elise Mertens | Laura Siegemund Vera Zvonarjova   |
| 2021       | Győztes Elise Mertens     | Barbora Krejčíková Kateřina Siniaková | –                      | –                               | –                         | –                             | –                         | –                                 |

## Év végi világranglista-helyezései
| Év     | 2015 | 2016 | 2017 | 2018 | 2019 | 2020 | 2021 | 2022 | 2023 | 2024 |
| Egyéni | 548. | 155. | 78.  | 11.  | 11.  | 10.  | 2.   | 5.   | 2.   | 1.   |
| Páros  | 851. | 919. | 444. | 61.  | 5.   | 5.   | 28.  | 319. | 409. | –    |